# Josef Čapek (Komponist)

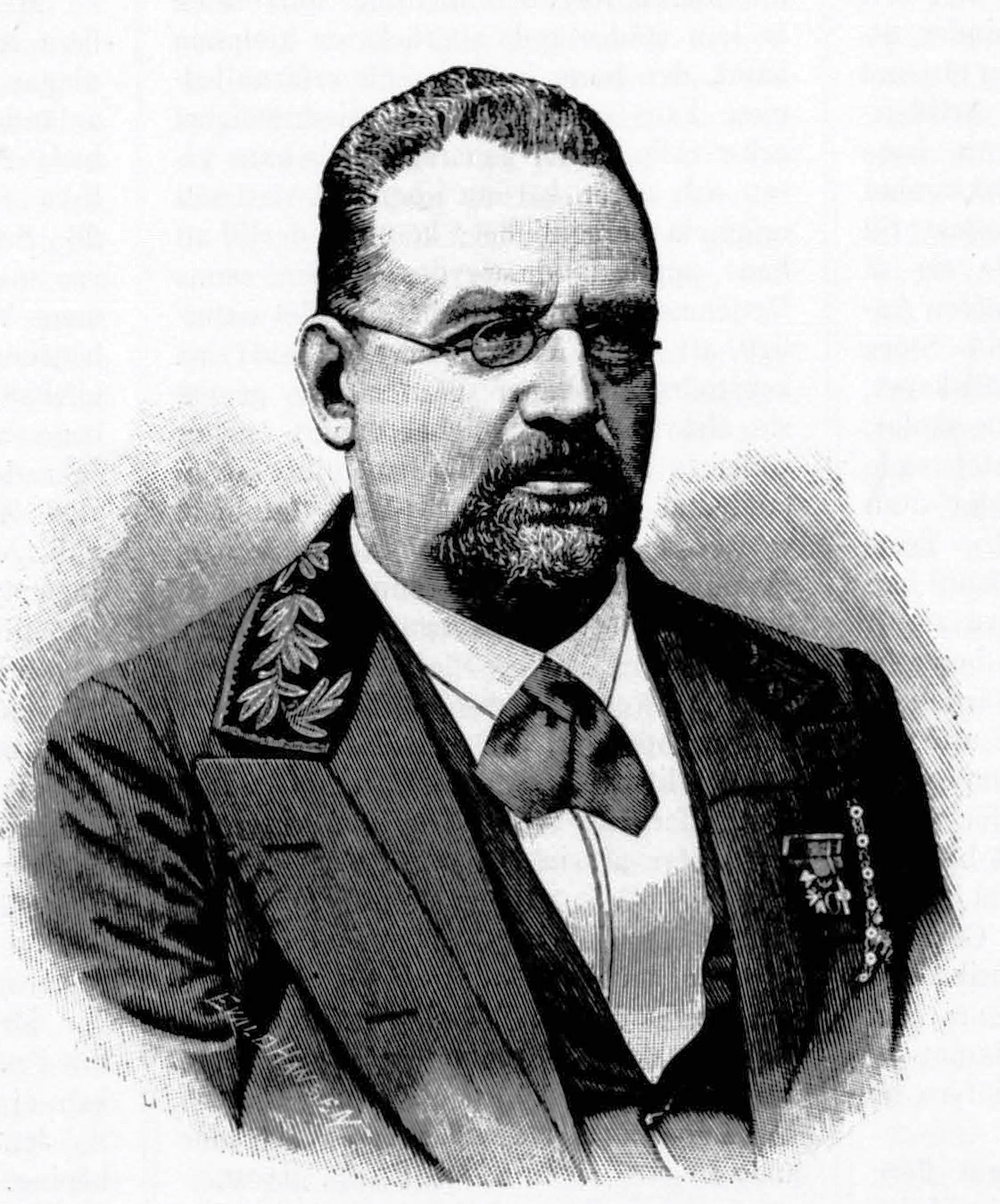
Josef Czapek 1886.

Josef Čapek (Joseph Czapek; * 19. März 1825 in Prag; † 14. Juli 1915 in Göteborg) war ein böhmischer Komponist.
Čapek studierte am Prager Konservatorium und wirkte dann fünfzig Jahre lang als Dirigent und Organist in Göteborg. Er komponierte Sinfonien, Messen und Kantaten, von denen vor allem Das Weltgericht sehr geschätzt wurde.
| Personendaten    | Personendaten        |
| ---------------- | -------------------- |
| NAME             | Čapek, Josef         |
| ALTERNATIVNAMEN  | Czapek, Joseph       |
| KURZBESCHREIBUNG | böhmischer Komponist |
| GEBURTSDATUM     | 19. März 1825        |
| GEBURTSORT       | Prag                 |
| STERBEDATUM      | 14. Juli 1915        |
| STERBEORT        | Göteborg             |